# Гісоп
Гісоп (лат. Hyssópus) — рід рослин родини глухокропивові (глухокропивові).

## Ботанічний опис
Багаторічні сильно пахучі трави або напівчагарник 50–60 см заввишки з лінійними або  довгастими листками.
Стебла гіллясті, чотиригранні, порожнисті, коротко запушені біля основи.
Листки темно-зелені, майже сидячі, супротивні, ланцетні, довжиною 2–4 см, шириною 4–9 см. Мають приємний аромат та гіркувато-пряний смак.
Квітки неправильні (зигоморфні), здебільшого сині, у верхівковому колосоподібному суцвітті. Дрібні, двогубі, лілові, темно-блакитні, рожеві або білі, розташовані по 3–7 штук у пазухах листків. Цвіте з червня до вересня.
Плід розпадається на чотири чотиригранно-яйцеподібних темно-коричневих горішки.

## Поширення й екологія
Представники роду поширені у Середземномор'ї, Малій, Середній та Центральній Азії.
Росте у степах, на сухих горбах, кам'янистих схилах. Посухостійкий.
У культурі віддає перевагу добре освітленим ділянкам з пухкими ґрунтами. Погано росте на заболочених ділянках з ґрунтовими водами. Легко дичавіє.

## Значення та застосування
З листя гісопу отримують ефірну олію, яка застосовується у медицині, лікерному виробництві та парфумерії, як прянощі вживається у кулінарії. Листя заготовляють та сушать на початку бутонізації. Використовують гісоп у салатах, супах, м'ясних та овочевих стравах, при засолюванні огірків та томатів.

## Гісоп у культурі
Гісоп згадується у Біблії (Вих 12:22) як рослина, яка використовувалася як кропило (його стебла, зв'язані у пучок, були зручні для кроплення предметів рідиною).

## Види
Раніше у складі роду налічували понад 50 видів, за сучасними уявленнями рід включає 7 видів:
- Hyssopus ambiguus (Trautv.) Iljin ex Prochorov. & Lebel(інші мови)
- Hyssopus cuspidatus Boriss.
- Hyssopus latilabiatus C.Y.Wu(інші мови) & H.W.Li
- Hyssopus macranthus Boriss.
- Hyssopus officinalis L. типовий[4] — Гісоп лікарський [syn.  Hyssopus angustifolius M.Bieb. — Гісоп вузьколистий]
  - Hyssopus officinalis subsp. montanus (Jord. & Fourr.(інші мови)) Briq.(інші мови) [syn.  Hyssopus cretaceus Dubjan.]
- Hyssopus seravschanicus (Dubj.) Pazij(інші мови)
- Hyssopus subulifolius (Rech.f.) Rech.f.